# Pouzilhac
Pouzilhac é uma comuna francesa na região administrativa de Occitânia, no departamento de Gard. Estende-se por uma área de 16,04 km². Em 2010 a comuna tinha 739 habitantes (densidade: 46,1 hab./km²).